# Snotra
Snotra ist in der nordischen Mythologie die Göttin der Klugheit, Tugend und Sittsamkeit. Sie gilt als weise und zierliche Asin. Tugendhafte Menschen finden bei ihr Schutz und die Menschen, die ebenfalls klug und feinsinnig sind, sind nach ihr benannt.

## Theorien
Andy Orchard und Rudolf Simek behaupten, dass Snotra, da sie nur in der Prosa Edda, vorkommt, eine Erfindung Snorris sei. Orchard führt allerdings weiter an, dass Snorri Zugang zu verlorengegangenen Quellen hatte und dass die geringe Information über sie von der Bedeutung ihres Namens abgeleitet sei.
Simek postuliert dagegen, dass Snorri Snotra erfunden habe und vom altnordischen Wort snotr („klug“) ableitete und sie neben wichtige Gottheiten stellte. Vielleicht sind die Göttinnen Snotra, Saga, Hlín, Sjöfn, Var – so Simek – weibliche Schutzgöttinnen, die für bestimmte Aufgaben im privaten Bereich angebetet wurden und Matronen glichen.

## Populäre Kultur
Snotra ist eine wiedergeborene Göttin in der neuseeländischen Fantasy-Komödie „The Almighty Johnsons“. Die Rolle der Ingrid/Snotra spielt Rachel Nash.